# Eger V. Murphree
Eger Vaughan Murphree, né le 3 novembre 1898 à Bayonne (New Jersey) et mort le 29 octobre 1962, est un chimiste américain notamment connu pour sa participation au projet Manhattan comme membre du Comité consultatif pour l'uranium.
Diplômé en mathématiques et en chimie de l'université du Kentucky, il travailla au Massachusetts Institute of Technology.
Il travaille à Standard Oil Company, notamment comme président de la division recherche entre 1947 et 1962.
Il reçoit la médaille Perkin en 1950 ainsi que la médaille IRI en 1953,.